# Hrabstwo Augusta

Piramida wieku hrabstwa

Hrabstwo Augusta – hrabstwo w USA, w stanie Wirginia, według spisu z 2000 roku liczba ludności wynosiła 70 910. Siedzibą hrabstwa jest Staunton.

## Geografia
Według spisu hrabstwo zajmuje powierzchnię 971 km², z czego 970 km² stanowią lądy, a 1 km² – wody.

### Miasta
- Craigsville

### CDP
- Augusta Springs
- Churchville
- Crimora
- Deerfield
- Dooms
- Greenville
- Harriston
- Fishersville
- Jolivue
- Lyndhurst
- Middlebrook
- Mount Sidney
- New Hope
- Sherando
- Stuarts Draft
- Verona
- Weyers Cave
- Wintergreen

### Sąsiednie hrabstwa
- Hrabstwo Pendleton
- Hrabstwo Rockingham
- Hrabstwo Albemarle
- Hrabstwo Nelson
- Hrabstwo Rockbridge
- Hrabstwo Bath
- Hrabstwo Highland
- Staunton (miasto niezależne)
- Waynesboro (miasto niezależne)